# Drypetes iodoformis
Drypetes iodoformis là một loài thực vật có hoa trong họ Putranjivaceae. Loài này được L.S.Sm. ex P.I.Forst. mô tả khoa học đầu tiên năm 1997.